# Felix Ahrens

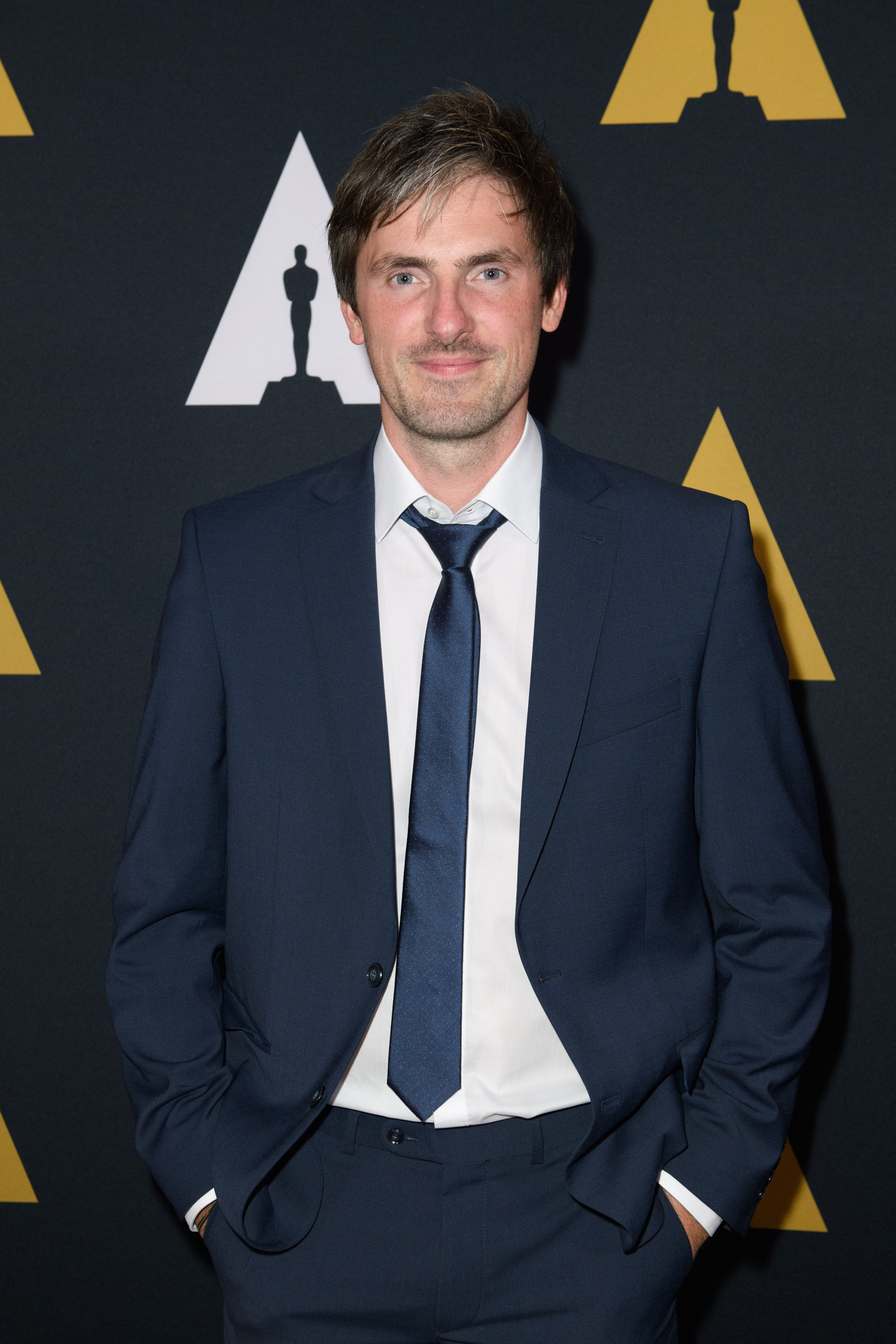
Felix Ahrens bei der Verleihung der Student Academy Awards 2016

Felix Ahrens (* 1986 in Buxtehude) ist ein deutscher Filmregisseur und Drehbuchautor.

## Leben
Felix Ahrens studierte Regie an der Filmuniversität Babelsberg Konrad Wolf in Potsdam. Sein Kurzfilm Vakuum aus dem Jahr 2015 wurde von der Deutschen Film- und Medienbewertung mit dem Prädikat Besonders wertvoll ausgezeichnet. Der Kurzfilm Am Ende der Wald war Ahrens Bachelor-Arbeit, die in Zusammenarbeit mit dem MDR entstanden ist. Darin geht es um eine junge Polizistin, die an der deutsch-tschechischen Grenze bei einer Routinekontrolle versehentlich einen Mann erschießt.
Am 29. August 2016 wurde bekannt, dass Ahrens im Rahmen der Student Academy Awards 2016 für seine Arbeit am Film Am Ende der Wald mit einem Oscar in der Kategorie Bester Ausländischer Spielfilm ausgezeichnet wird.

## Filmografie
- 2016: Am Ende der Wald
- 2017: Notruf Hafenkante
- 2018: Die Pfefferkörner
- 2019, 2021: SOKO Potsdam
- 2020: Tonis Welt
- 2022: Doktor Ballouz
- 2025: Zimmer im Grünen – Herzenswege